# Il Piccolo (Alessandria)
Il Piccolo è un periodico di Alessandria, fondato nel 1925, diffuso in provincia di Alessandria e nella parte meridionale della provincia di Asti (Acquese astigiano).

## Storia

### La fondazione e i primi decenni
Il 4 aprile 1925 nasce il primo giornale di informazione di Alessandri, Cronaca e processi, con sotto scritto tra parentesi Il Piccolo di Alessandria, e nel suo editoriale il direttore Mario Giusto Angelo Scabiolo definisce con chiarezza il programma della testata: raccontare al lettore quanto accade in Alessandria, compresa anche la cronaca più minuta, prestando particolare attenzione alla vicende giudiziarie. Il nome originale non dura molto: già il 26 settembre 1925 viene adottato come nome del giornale Il Piccolo.
Scabiolo è il direttore responsabile e condivide la proprietà della testata con il collega Guido Bertinaria. Nel luglio 1925, però, rileva totalmente la proprietà e diventa anche amministratore unico. Scabiolo, nato il 4 maggio 1901, aveva avuto le prime esperienze come giornalista grazie alla collaborazione avviata nel 1923 con Evardo Dupuis alle cronache locali della Gazzetta del Popolo. Solo due anni dopo tenta con Bertinara l'avventura del Piccolo, una scelta rivelatasi vincente.
Negli anni della Repubblica Sociale Italiana, la direzione passa al valenzano Mario Alberto Tuninetti. Ma appena dopo la seconda guerra mondiale, nel 1946 Scabiolo riprende la direzione, però ora il giornale ha anche un condirettore, Mario Odisio, che ne aveva anche rilevato la proprietà. Scabiolo muore l'11 maggio 1950, pochi giorni dopo avere compiuto 49 anni. Il Piccolo così diventa a tutti gli effetti di Odisio.

### Il dopoguerra
Il 16 settembre 1964, il giornale diventa bisettimanale.
Quando Odisio muore nel 1978, formalmente responsabile della testata diventa Corrado Testa. La guida effettiva, entro breve tempo, viene assunta da Paolo Zoccola, uno degli editori della Soged, la società che rileva la proprietà del giornale. È solo però a partire dall'edizione del 5 gennaio 1983 che Zoccola figura ufficialmente come direttore, mentre Testa è ancora responsabile della testata.
All'inizio degli anni '80, la storica emittente televisiva locale RTVA di Alessandria assume la denominazione di Tele Piccolo. L'esperienza durerà due anni, fino alla cessione delle frequenze alla nascente Canale 5.
Dal 18 ottobre 1986 Zoccola è direttore responsabile e Testa redattore capo. Nel 2000 Zoccola esce dalla Soged e lascia la guida del giornale.

### Il nuovo millennio
Viene scelto come direttore Roberto Gilardengo, già caporedattore della testata, a cui succede nel 2018 Alberto Marello fino all'agosto 2025. Il direttore ora in carica è Marcello Feola.
Il 1º gennaio 2019 l'editrice Soged e l'editrice Sic si fondono dando vita al gruppo editoriale Soged. Il 1º agosto 2025 nasce Gem 1925 – Gruppo Editoriale Monferrato, un progetto imprenditoriale che raccoglie l’eredità della testata e la proietta nel futuro, con una visione moderna dell’informazione locale.

## Testate
Del gruppo editoriale Soged fanno parte i giornali cartacei:
- Il Piccolo
- Il Novese
- L'Ovadese

Inoltre, oltre alla versione online de Il Piccolo, sono edite le testate di informazione locale:
- Alessandria News
- Acqui News
- Casale Notizie
- Novi Online
- Ovada Online
- Tortona Online
- Valenza News

## Direttori
| Direttori del Giornale | Direttori del Giornale | Direttori del Giornale       |
| ---------------------- | ---------------------- | ---------------------------- |
| Anno di inizio         | Anno di Fine           | Nome                         |
| 1925                   | 1943                   | Mario Giusto Angelo Scabiolo |
| 1943                   | 1945                   | Mario Alberto Tuninetti      |
| 1946                   | 1950                   | Mario Giusto Angelo Scabiolo |
| 1950                   | 1978                   | Mario Odisio                 |
| 1978                   | 1986                   | Corrado Testa                |
| 1986                   | 2000                   | Paolo Zoccola                |
| 2000                   | 2018                   | Roberto Gilardengo           |
| 2018                   | 2025                   | Alberto Marello              |
| 2025                   | in carica              | Marcello Feola               |